# Estación de Boucicaut
Boucicaut es una estación del metro de París situada en el XV Distrito, al suroeste de la capital. Pertenece a la línea 8.

## Historia
La estación se inauguró el 27 de julio de 1937 con la prolongación de la línea 8 hacía Balard. 
Debe su nombre al empresario y político francés Aristide Boucicaut fundador, en 1838, de los primeros grandes almacenes franceses llamados Au Bon Marché.

## Descripción
De compone de dos andenes de 105 metros de longitud y de dos vías.
Está diseñada en bóveda elíptica revestida completamente de los clásicos azulejos blancos biselados del metro parisino. 
La iluminación es de estilo Motte y se realiza con lámparas resguardadas en estructuras rectangulares de color naranja que sobrevuelan la totalidad de los andenes no muy lejos de las vías.
La señalización por su parte usa la tipografía Parisine donde el nombre de la estación aparece sobre un fondo de azulejos azules en letras blancas. Por último, los asientos que también son de estilo Motte, combinan una larga y estrecha hilera de cemento revestida de azulejos naranja que sirve de banco improvisado con algunos asientos individualizados del mismo color que se sitúan sobre dicha estructura.  

## Accesos
La estación dispone de tres accesos. Tres de ellos se sitúan a lo largo de calle de la Convention, el otro en la avenida Félix Faure.